# Renata Sancho
Renata Sancho é uma cineasta portuguesa.

## Filmografia
- 2001 - Realiza o documentário "Paisagem",  adaptação das paisagens do livro "Finisterra -Paisagem e Povoamento" de Carlos de Oliveira.[1] Este documentário foi galardoado com o Prémio Melhor Som no DocLisboa 2002 (Festival Internacional de Documentário de Lisboa).[1]

- 2003 - realiza o documentário "Mercado do Bolhão"[2] - Prémio Jovem Cineasta Português 2003 (Festival Internacional de Curtas Metragens Vila do Conde)[2] e Menção Especial do Júri no Festival Internacional Filmmaker de Milão, 2003.[2]

- CAMÕES – DOCUMENTÁRIO GRANDES PORTUGUESES (2007) (TV)
- MERCADO DO BOLHÃO (2003)- Documentário
- PAISAGEM (2001) - Documentário
- JULIÃO SARMENTO - FLASHBACK (2000) - Documentário
- DIRECÇÃO: ESCULTURA (1999) - Documentário

## Outros trabalhos
Trabalha em montagem e em anotação, tendo colaborando em filmes de João César Monteiro, Manoel de Oliveira, João Botelho, João Mário Grilo, Mário Barroso, Margarida Gil, Solveig Nordlund, Paul Auster, Florence Colombani, entre outros.